# Pekka Häyry

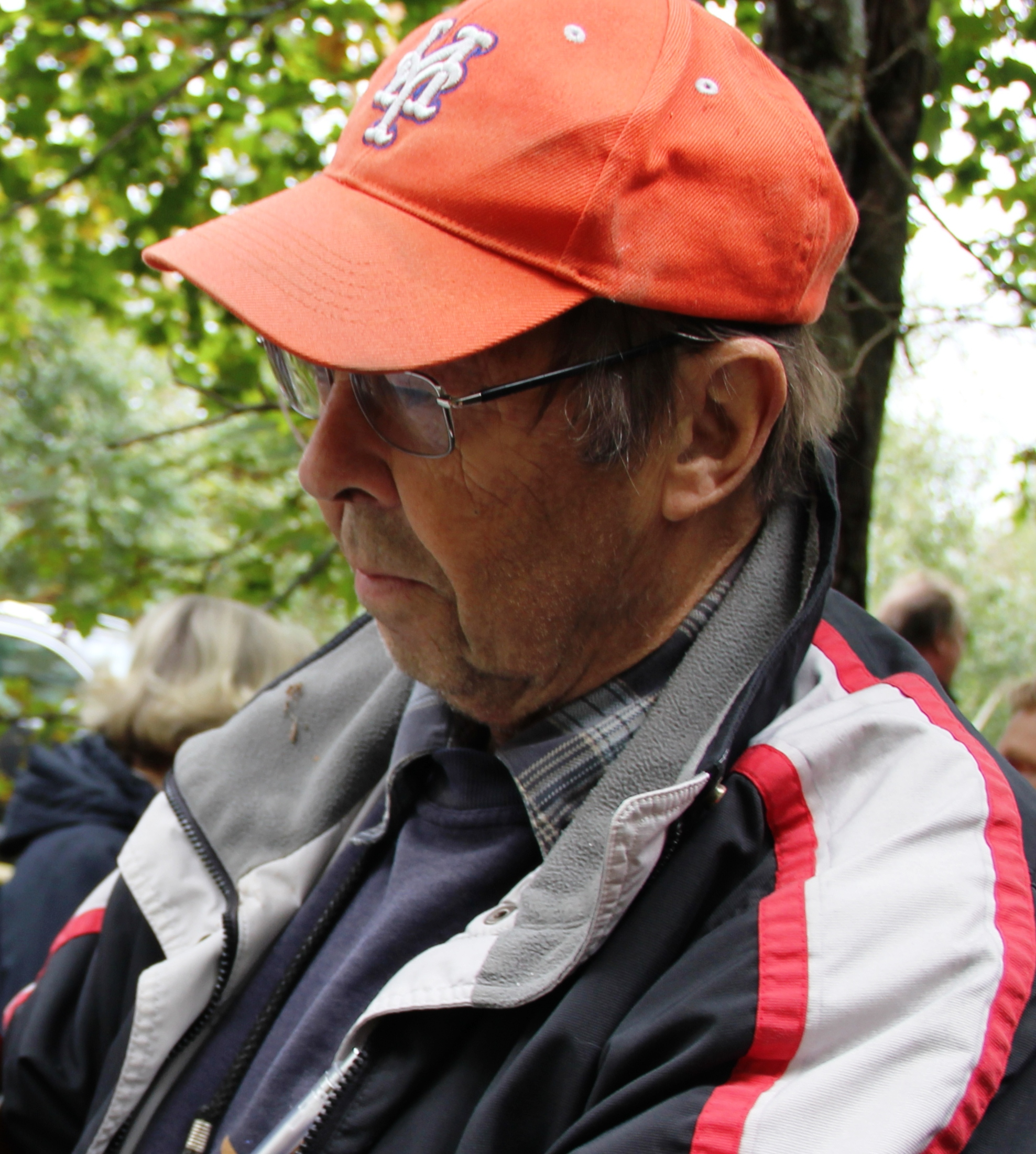
Pekka Häyry år 2012.

Pekka Juha Häyry, född 13 december 1939 i Vichtis, död 29 april 2020 i Lojo, var en finländsk läkare och professor.
Häyry blev medicine och kirurgie doktor 1966 och utnämndes 1979 till professor i transplantationskirurgi och -immunologi vid Helsingfors universitet. År 1988 erhöll han Matti Äyräpää-priset. Han blev 1989 ledamot av Finska Vetenskapsakademien.

### Uppslagsverk
- Häyry, Pekka i Uppslagsverket Finland (webbupplaga, 2012). CC-BY-SA 4.0